# Distretto di Tiszaújváros
Il distretto di Tiszaújváros (in ungherese Tiszaújvárosi járás) è un distretto dell'Ungheria, situato nella provincia di Borsod-Abaúj-Zemplén.